# Maicon Junior Baggio
Maicon Junior Baggio (11 de febrero de 1982, Xanxeré, Brasil) es un defensa brasileño con pasaporte italiano que milita en el Clube de Futebol Os Belenenses, equipo de la primera división portuguesa

## Trayectoria deportiva
Principió su carrera futbolística en Brasil. Militó en el Grêmio de Porto Alegre, Caxias, Botafogo de Riveirao Preto, Río Branco Americano, Sport de Recife y América de Río Preto. En julio del 2006 llega a un acuerdo con el America de Natal para pasar a formar parte de su plantilla, sin embargo, apenas disputa unos partidos con este equipo, pues en agosto de ese mismo año, el Pontevedra Club de Fútbol se fija en él para reforzar la defensa y lo incorpora a su plantilla.
Con el salto al fútbol europeo, cumple uno de sus sueños. Su llegada al Pontevedra CF no puede ser mejor; debuta de manera oficial en la primera jornada de liga (Racing de Ferrol 1-2 Pontevedra CF) pues desde el comienzo de liga ha disputado casi todos los minutos en liga perfilándose como un pilar básico de su nuevo equipo en el intento por dar el salto de categoría. Además de mostrarse contundente en defensa, Baggio ha demostrado que lleva mucho peligro en los balones por alto, pues ya ha logrado anotar algún gol con la cabeza. Así mismo, el brasileño también ha demostrado un potente disparo a balón parado. Sus números se resumen en un total de 35 partidos jugados y dos goles marcados.
En verano de 2007 queda libre y se compromete con el Albacete Balompié, equipo de la Segunda División.
- Datos: Q5990095